# 13151 Polino
13151 Polino è un asteroide della fascia principale. Scoperto nel 1995, presenta un'orbita caratterizzata da un semiasse maggiore pari a 2,3135722 UA e da un'eccentricità di 0,2109549, inclinata di 4,45662° rispetto all'eclittica.
L'asteroide è dedicato all'omonimo comune italiano.